# Iwajuku
Iwajuku (岩宿) é um local onde ocorreu um significante descoberta arqueológica, fornecendo evidências da existência de seres humanos antes do décimo milénio a.C. no Japão. Até ao momento, estes são os mais antigos registos históricos de antigas habitações humanas no passado do Japão. Escavações em 1949 após a descoberta do local por Aizawa Tadahiro confirmaram a existência de dois estratos culturais, um dos quais continha pequenas ferramentas, tais como pontas líticas e lâminas feitas de obsidiana e ágata. Iwajuku situa-se na cidade de Kasakake, Midori, Perfeitura de Gunma (distrito Nitta).